# La Cabecera
La Cabecera är en ort i Mexiko, tillhörande kommunen Almoloya de Juárez i den västra delen av delstaten Mexiko, i den centrala delen av landet. Orten hade 6 559 invånare vid folkräkningen 2010 och är kommunens fjärde största ort sett till befolkning.